# 赣南矿
赣南矿是一种稀有的以三氟化铋形式生成的铋矿物，化学式BiF3。 
赣南矿是一种各向同性矿物，属于P43m空间群。这代表着赣南矿在交叉偏振光中不显示任何颜色，因为当偏振光通过它时，它不会分裂成两条垂直的光线。或者说，由于赣南矿是一种等距矿物，它不会表现出双折射。它在平面偏振光中的颜色为黑褐色，不显示多色性。

## 发现
它于1984年首次在中国江西省赣州市赣县赖坑矿区发现。因产于中国江西赣州南部而得名。它与黑钨矿、自然铋、辉铋矿、黄铁矿和黄铜矿一起出现在石英矿脉中。